# Rosie Jones
Rosie Jones (* 13. November 1959 in Santa Ana, Kalifornien) ist eine ehemalige US-amerikanische Profigolferin.

## Leben
Nach dem Abschluss ihres Studiums auf der Ohio State University begann Jones ihre Karriere als Profigolferin und wurde zu einer der erfolgreichsten Spielerinnen in der Geschichte des Golfsports. Sie hat in ihrer 25-jährigen Karriere auf der Women's-Tour einen Platz unter den 10 Spielerinnen mit dem höchsten gesamt erzielten Preisgeld erspielt. Sie errang insgesamt 13 LPGA Siege. Seit dem Abschluss ihrer Karriere arbeitet sie als Kommentatorin für den Fernsehsender „The Golf Channel“ und engagiert sich in einem eigenen Projekt, in welchem sie Frauen den Golfsport näher bringen möchte.
Ihre langjährige Lebensgefährtin ist Carrie Sexton, mit der sie in Atlanta lebt.

## LPGA Siege
- 1987 (1) Rail Charity Golf Classic
- 1988 (3) USX Golf Classic, Nestle World Championship, Santa Barbara Classic
- 1991 (2) Rochester International
- 1995 (1) Pinewild Women's Championship
- 1996 (1) LPGA Corning Classic
- 1997 (1) LPGA Corning Classic
- 1998 (1) Wegmans LPGA
- 1999 (1) Firststar LPGA Classic
- 2001 (2) Kathy Ireland Championship Honoring Harvey Penick, Sybase Big Apple Classic
- 2003 (1) Asahi Ryokuken International Championship